# トロイ・パーキンス
トロイ・パーキンス（Troy Perkins, 1981年7月29日 - ）は、アメリカ合衆国・オハイオ州スプリングフィールド出身のサッカー選手、サッカー指導者。元アメリカ代表。ポジションはゴールキーパー。

## 来歴

### クラブ
2015年、シアトル・サウンダーズFCへ移籍した。